# Brian O'Halloran
Brian Christopher O'Halloran (Manhattan, Nova York, 20 de Dezembro de 1969) é um ator estadunidense. O ator fez pequenas participações em muitos filmes dirigidos por Kevin Smith, além de ser reconhecido por interpretar Dante Hicks nos filmes Clerks e Clerks II, filmes que também são dirigidos por Smith.

## Filmografia
| Ano  | Título                             | Papel                      | Notas                                                                                  |
| ---- | ---------------------------------- | -------------------------- | -------------------------------------------------------------------------------------- |
| 1994 | Clerks                             | Dante Hicks                |                                                                                        |
| 1995 | Mallrats                           | Gill Hicks, Suitor #3      |                                                                                        |
| 1997 | Groupies                           |                            |                                                                                        |
| 1997 | Chasing Amy                        | Executive Jim Hicks        |                                                                                        |
| 1999 | Dogma                              | Grant Hicks                | como Brian Christopher O'Halloran                                                      |
| 2000 | Clerks: The Animated Series        | Dante Hicks                | voice-only                                                                             |
| 2000 | Vulgar                             | Will Carlson/Flappy/Vulgar | como Brian Christopher O'Halloran                                                      |
| 2001 | Jay and Silent Bob Strike Back     | Dante Hicks                | como Brian Christopher O'Halloran                                                      |
| 2001 | Drop Dead Roses                    | Shawn                      | como Brian C. O'Halloran                                                               |
| 2002 | The Flying Car                     | Dante Hicks                |                                                                                        |
| 2003 | Moby Presents: Alien Sex Party     | Clerk                      |                                                                                        |
| 2004 | Clerks: The Lost Scene             | Dante Hicks                |                                                                                        |
| 2006 | Clerks II                          | Dante Hicks                |                                                                                        |
| 2007 | Brutal Massacre: A Comedy          | Jay                        |                                                                                        |
| 2007 | The Junior Defenders               | Mitch Stone                | originally titled Groupies; its principal photography occurred in February–March 1997. |
| 2008 | The Happening                      | Jeep Driver                |                                                                                        |
| 2008 | Hooking Up                         | Dr. Jordan                 |                                                                                        |
| 2011 | Pokémon D/P: Sinnoh League Victors | League Announcer           | voice-only (Episode "A Semi-Final Frontier")                                           |
| 2019 | Jay and Silent Bob Reboot          | Dante Hicks                |                                                                                        |